# Distrito electoral de Plum Creek (condado de Frontier, Nebraska)
Plum Creek (en inglés: Plum Creek Precinct) es un distrito electoral ubicado en el condado de Frontier en el estado estadounidense de Nebraska. En el Censo de 2010 tenía una población de 42 habitantes y una densidad poblacional de 0,46 personas por km².

## Geografía
Plum Creek se encuentra ubicado en las coordenadas 40°39′2″N 100°8′34″O / 40.65056, -100.14278. Según la Oficina del Censo de los Estados Unidos, Plum Creek tiene una superficie total de 92.16 km², de la cual 92.14 km² corresponden a tierra firme y (0.03%) 0.02 km² es agua.

## Demografía
Según el censo de 2010, había 42 personas residiendo en Plum Creek. La densidad de población era de 0,46 hab./km². De los 42 habitantes, Plum Creek estaba compuesto por el 100% blancos, el 0% eran afroamericanos, el 0% eran amerindios, el 0% eran asiáticos, el 0% eran isleños del Pacífico, el 0% eran de otras razas y el 0% pertenecían a dos o más razas. Del total de la población el 0% eran hispanos o latinos de cualquier raza.